# ドリシー
ドリシー(Dolisie)は、コンゴ共和国の都市。
1991年まではルボモという名だった。ニアリ県の県都で、首都ブラザヴィルとポワントノワールに次ぐコンゴ第3の都市である。同国南部に位置するドリシーは、同国最後の公式国勢調査が実施された2023年時点の人口が178,172人で、コンゴで3番目に大きい。

## 交通・経済
コンゴ・オセアン鉄道の中間地点、つまり首都ブラザヴィルと港湾都市ポワントノワールの中間地点に位置し、また近郊のモンベロからは北のムビンダへと向かう支線が分岐する。
そのため、この地方の交通・商業の中心となっている。
また、木材の集散地であり、小規模な木材工業も立地する。
ドリシー空港が有る。

## 歴史
ドリシーはコンゴ・オセアン鉄道の開通とともに町が開かれた。
市名はこの地方の探検者であるピエール・ブラザ隊の中尉であったアルベール・ドリシーに由来する。
鉄道交通の要衝としてドリシーの人口は増大し、1972年には人口2万人を擁していた。
1975年には市名をルボモへと変更し、やがてコンゴ共和国第3の都市へと成長していった。1991年に再度市名を変更し、ドリシーに戻った。
1990年代のコンゴ共和国内戦の際には、周辺の農村の人々が難民としてドリシーへと流入し、人口がそれ以前に比べ大幅に増大した。